# Лонг, Дэвид (игрок в американский футбол, 1996)
Дэвид Ламонт Лонг-младший (англ. David Lamont Long Jr., 12 октября 1996, Цинциннати, Огайо) — профессиональный американский футболист, выступающий на позиции лайнбекера в клубе НФЛ «Теннесси Тайтенс».

## Биография
Дэвид родился 12 октября 1996 года в Цинциннати, один из двенадцати детей в семье. Его отец Дэвид Лонг-старший был профессиональным боксёром, провёл девятнадцать боёв, в 2011 году проиграл Деонтею Уайлдеру. Он окончил старшую школу Уинтон-Вудс в городе Форест-Парк, северном пригороде Цинциннати. В составе её футбольной команды Лонг сделал 283 захвата, по 6 перехватов и сэков. Осенью 2014 года он объявил о намерении продолжить обучение и карьеру в университете Западной Виргинии.

### Любительская карьера
Сезон 2015 года Лонг провёл в статусе освобождённого игрока, тренируясь с командой, но не участвуя в матчах. В турнире NCAA он дебютировал в 2016 году. В игре Расселл Атлетик Боул против «Майами Харрикейнс» установил личный рекорд, сделав одиннадцать захватов. Перед началом сезона 2017 года Дэвид получил травму колена, из-за которой пропустил четыре игры. После возвращения он занял место стартового лайнбекера слабой стороны и сыграл в девяти матчах. По ходу сезона Лонг обновил несколько личных рекордов и стал четвёртым в конференции Big-12 по количеству захватов с потерей ярдов. По итогам года сайт ESPN включил его в символическую сборную звёзд конференции.
В заключительном сезоне студенческой карьеры в 2018 году Лонг сыграл в стартовом составе в двенадцати матчах. Он стал лучшим в команде по количеству сэков и захватов, в том числе с потерей ярдов. По нескольким статистическим показателям Дэвид вошёл в пятёрку лучших защитников конференции. По итогам года он был включён в сборную звёзд Big-12 по трём разным версиям, по опросам тренеров и агентства Associated Press его признали Игроком года в защите в конференции. Кроме этого, Лонг претендовал на приз Баткас Эворд лучшему лайнбекеру сезона в студенческом футболе.

#### Статистика выступлений в NCAA
| Сезон | Команда                  | Игры | Захваты | Захваты | Захваты | Захваты | Захваты | Перехваты | Перехваты | Перехваты | Перехваты | Перехваты | Фамблы | Фамблы | Фамблы | Фамблы |
| Сезон | Команда                  | Игры | Solo    | Ast     | Tot     | Loss    | Sk      | Int       | Yds       | Y/R       | TD        | PD        | FR     | Yds    | TD     | FF     |
| ----- | ------------------------ | ---- | ------- | ------- | ------- | ------- | ------- | --------- | --------- | --------- | --------- | --------- | ------ | ------ | ------ | ------ |
| 2015  | Вест Виргиния Маунтинирс | 0    | 0       | 0       | 0       | 0,0     | 0,0     | 0         | 0         | 0,0       | 0         | 0         | 0      | 0      | 0      | 0      |
| 2016  | Вест Виргиния Маунтинирс | 12   | 35      | 28      | 63      | 4,5     | 2,0     | 0         | 0         | 0,0       | 0         | 0         | 0      | 0      | 0      | 0      |
| 2017  | Вест Виргиния Маунтинирс | 9    | 55      | 20      | 75      | 15,5    | 3,5     | 0         | 0         | 0,0       | 0         | 6         | 1      | 0      | 0      | 0      |
| 2018  | Вест Виргиния Маунтинирс | 12   | 79      | 29      | 108     | 19,5    | 7,0     | 0         | 0         | 0,0       | 0         | 4         | 1      | 0      | 0      | 2      |
| Всего | Всего                    | 33   | 169     | 77      | 246     | 39,5    | 12,5    | 0         | 0         | 0,0       | 0         | 10        | 2      | 0      | 0      | 2      |

### Профессиональная карьера

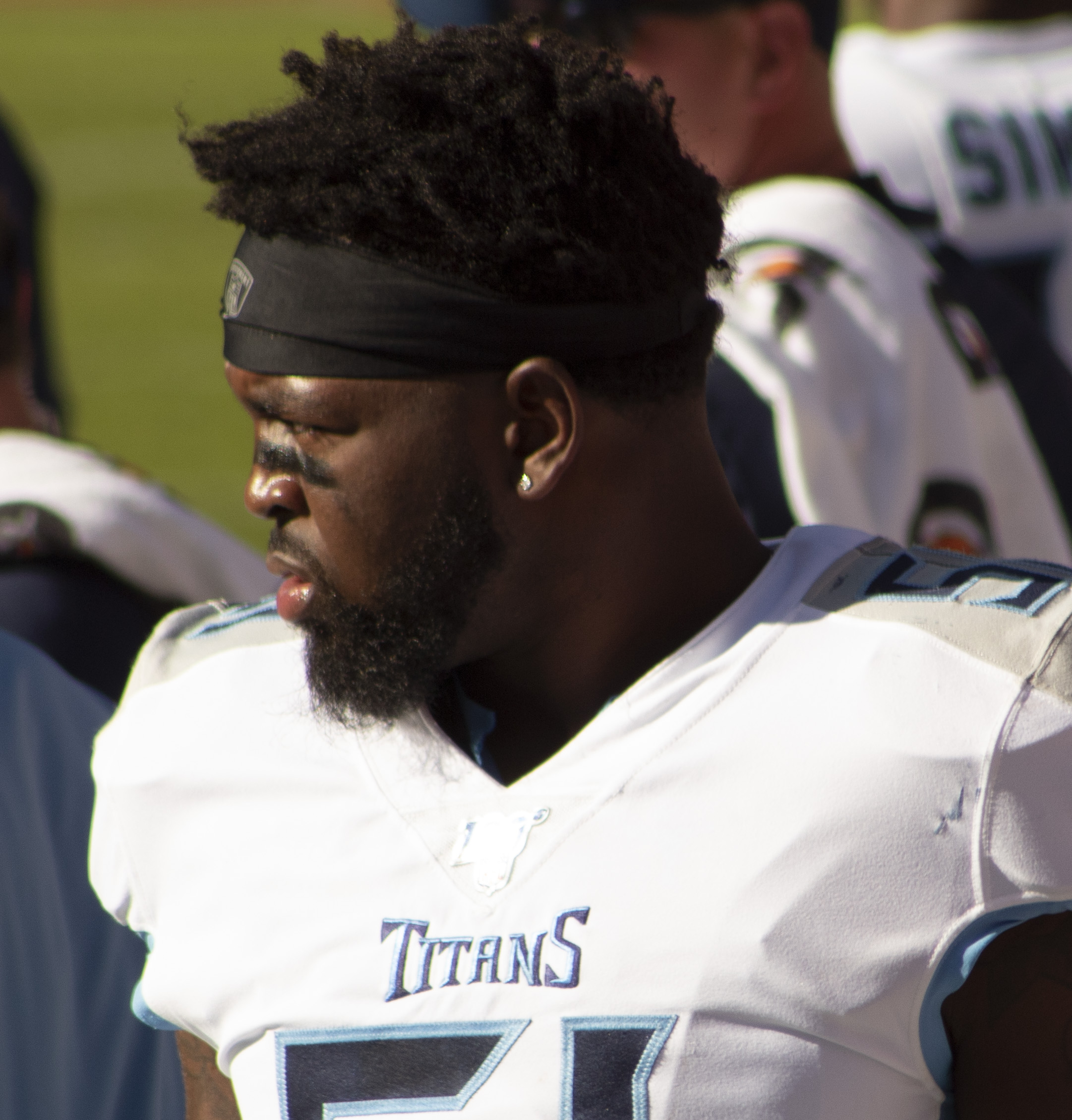
Лонг в составе «Теннесси Тайтенс», 2019 год.

Перед драфтом НФЛ 2019 года аналитик сайта Bleacher Report Мэтт Миллер характеризовал Лонга как одного из самых агрессивных молодых игроков. Также он отмечал его навыки чтения игры и реакции на изменение обстановки, способность играть против принимающих на открытом пространстве, полезность Дэвида в различных игровых ситуациях. Среди недостатков отмечались не лучшая игра в зонном прикрытии против паса, временами чрезмерная агрессивность при атаках, приводящая к ошибкам, и телосложение, более соответствующее сэйфти, чем лайнбекеру. Миллер сравнивал Лонга с игроком «Питтсбурга» Марком Барроном и прогнозировал ему выбор в третьем раунде.  
«Теннесси Тайтенс» выбрали Лонга в шестом раунде под общим 188 номером. В начале мая он подписал с клубом четырёхлетний контракт новичка на общую сумму 2,69 млн долларов. В своём дебютном сезоне он принял участие в четырнадцати играх регулярного чемпионата, записав на свой счёт восемь захватов, в том числе два с потерей ярдов. В плей-офф Дэвид заменил в основном составе травмированного Джайона Брауна и сыграл в трёх матчах, дойдя с командой до финала конференции.

#### Статистика выступлений в НФЛ

##### Регулярный чемпионат
| Сезон | Команда          | Игры | Захваты | Захваты | Захваты | Захваты | Захваты | Перехваты | Перехваты | Перехваты | Перехваты | Перехваты | Фамблы | Фамблы | Фамблы | Фамблы |
| Сезон | Команда          | Игры | Solo    | Ast     | Tot     | Loss    | Sk      | Int       | Yds       | Y/R       | TD        | PD        | FR     | Yds    | TD     | FF     |
| ----- | ---------------- | ---- | ------- | ------- | ------- | ------- | ------- | --------- | --------- | --------- | --------- | --------- | ------ | ------ | ------ | ------ |
| 2019  | Теннесси Тайтенс | 14   | 9       | 6       | 15      | 2       | 0,0     | 0         | 0         | 0,0       | 0         | 1         | 0      | 0      | 0      | 1      |
| 2020  | Теннесси Тайтенс | 14   | 30      | 24      | 54      | 2       | 0,0     | 0         | 0         | 0,0       | 0         | 2         | 0      | 0      | 0      | 1      |
| Всего | Всего            | 28   | 39      | 30      | 69      | 4       | 0,0     | 0         | 0         | 0,0       | 0         | 3         | 0      | 0      | 0      | 2      |

##### Плей-офф
| Сезон | Команда          | Игры | Захваты | Захваты | Захваты | Захваты | Захваты | Перехваты | Перехваты | Перехваты | Перехваты | Перехваты | Фамблы | Фамблы | Фамблы | Фамблы |
| Сезон | Команда          | Игры | Solo    | Ast     | Tot     | Loss    | Sk      | Int       | Yds       | Y/R       | TD        | PD        | FR     | Yds    | TD     | FF     |
| ----- | ---------------- | ---- | ------- | ------- | ------- | ------- | ------- | --------- | --------- | --------- | --------- | --------- | ------ | ------ | ------ | ------ |
| 2019  | Теннесси Тайтенс | 3    | 10      | 3       | 13      | 2       | 0,0     | 0         | 0         | 0,0       | 0         | 0         | 0      | 0      | 0      | 0      |
| Всего | Всего            | 3    | 10      | 3       | 13      | 2       | 0,0     | 0         | 0         | 0,0       | 0         | 0         | 0      | 0      | 0      | 0      |